# سیارک ۱۴۳۱۶
سیارک ۱۴۳۱۶ (به انگلیسی: 14316 Higashichichibu، نامگذاری:1977ES7) چهارده هزار و سیصد و شانزدهمین سیارک کشف شده‌است که در ۱۲ مارس ۱۹۷۷ کشف شد.
قدر مطلق سیارک برابر ۱۲٫۴۰ است.